# Tombe d'Yve
La tombe d'Yve est un tumulus gallo-romain situé à Braives en province de Liège (Belgique). 
Elle est reprise sur la liste du patrimoine immobilier classé de Braives depuis le 22 octobre 1973.

## Situation
La tombe d'Yve se situe en Hesbaye à l'ouest de Fallais, au sud-est de Ville-en-Hesbaye et au sud de Braives, dans un champ cultivé, le long d'un chemin de terre et à une centaine de mètres de la rue du Tumulus qui relie Braives à Oteppe. Le tumulus de Vissoul se trouve à environ 1 km au sud-ouest.

## Description
Il s'agit d'un tumulus planté de quelques arbres. Contrairement à la plupart des tumuli de la région qui ont une base globalement circulaire, la tombe d'Yve a une base de forme plutôt carrée d'environ 18 m de côté et les angles se situent grosso modo aux quatre points cardinaux.